# Schronisko PTK w Świętej Katarzynie
Schronisko PTK w Świętej Katarzynie – nieistniejące obecnie schronisko turystyczne, otwarte w 1910 roku przez Polskie Towarzystwo Krajoznawcze we wsi Święta Katarzyna w Łysogórach (Góry Świętokrzyskie). Był to pierwszy tego typu obiekt na terenie Królestwa Polskiego.
Schronisko mieściło się w chacie Andrzeja (Jędrzeja) Janickiego – świętokrzyskiego przewodnika turystycznego, zaś głównym inicjatorem jego powstania był Aleksander Janowski. Otwarcie obiektu nastąpiło w niedzielę, 28 sierpnia 1910 roku. Uczestniczyła w nim delegacja Zarządu Głównego PTK z  Warszawy, w której skład wchodzili – oprócz Janowskiego – Leon Ostaszewski i Kazimierz Rakowiecki. Poświęcenia schroniska dokonał kapelan sióstr bernardynek, ks. Antoni Nowina-Jankowski.
Samo schronisko obejmowało jedno pomieszczenie, w którym znajdowały się łóżka, szafa, półka oraz stół z krzesłami. Wydzielono w nim również część do mycia się. Funkcjonowało do lat I wojny światowej, a prowadził je Oddział Kielecki PTK.
Do dziś przetrwał budynek przy ul. Kieleckiej 12, w którym mieściło się schronisko. W 1983 roku Oddział Kielecki PTTK umieścił na nim tablicę upamiętniającą obiekt. Tablica ta została później zdjęta przez właściciela domu z powodu wprowadzania w błąd turystów, sądzących, że schronisko nadal jest czynne. Natomiast w grudniu 2010 roku Klub Turystów "Przygoda" przy PTTK Kielce zorganizował rajd pieszy, celem uczczenia 100-lecia powstania schroniska.